# Сентерпорт (Пенсільванія)
Сентерпорт (англ. Centerport) — місто (англ. borough) в США, в окрузі Беркс штату Пенсільванія. Населення — 314 особи (2020).

## Географія
Сентерпорт розташований за координатами 40°29′9″ пн. ш. 76°0′16″ зх. д. / 40.48583° пн. ш. 76.00444° зх. д. (40.485903, -76.004512).  За даними Бюро перепису населення США в 2010 році місто мало площу 0,49 км², з яких 0,49 км² — суходіл та 0,00 км² — водойми.

## Демографія
Згідно з переписом 2010 року, у селищі мешкало 387 осіб у 149 домогосподарствах у складі 107 родин. Густота населення становила 784 особи/км².  Було 150 помешкань (304/км²).
Расовий склад населення:
| - 96,4 % — білих - 0,5 % — корінних американців - 0,5 % — чорних або афроамериканців - 2,6 % — осіб інших рас |

До двох чи більше рас належало 0,0 %. Частка іспаномовних становила 3,6 % від усіх жителів.
За віковим діапазоном населення розподілялося таким чином: 24,0 % — особи молодші 18 років, 60,0 % — особи у віці 18—64 років, 16,0 % — особи у віці 65 років та старші. Медіана віку мешканця становила 37,9 року. На 100 осіб жіночої статі у селищі припадало 96,4 чоловіків;  на 100 жінок у віці від 18 років та старших — 93,4 чоловіків також старших 18 років.
Середній дохід на одне домашнє господарство  становив 63 250 доларів США (медіана — 43 375), а середній дохід на одну сім'ю — 73 458 доларів (медіана — 49 375). За межею бідності перебувало 3,8 % осіб, у тому числі 7,6 % дітей у віці до 18 років та 1,9 % осіб у віці 65 років та старших.
Цивільне працевлаштоване населення становило 152 особи. Основні галузі зайнятості: виробництво — 23,0 %, освіта, охорона здоров'я та соціальна допомога — 19,7 %, будівництво — 15,8 %, транспорт — 13,8 %.